# Provola
La provola è un formaggio di latte vaccino, a latte crudo e a pasta cotta o pasta semicotta e filata.

## Descrizione
In genere ha la forma di una sfera schiacciata, dal peso di circa mezzo chilo.
C'è anche un tipo di provola ottenuta da latte bufalino che viene prodotta in Campania.

## Storia
L'istituto di scienze dell'alimentazione (ISA) sostiene che l'origine del termine "Provola" deriva dalla parola "Pruvatura" o "Prùvula" con la quale veniva anticamente identificato il formaggio fatto assaggiare ai componenti del Capitolo (adunanza dei religiosi) recatosi in processione al monastero di San Lorenzo in Capua, in provincia di Caserta.  
Poiché però a Napoli nell’antichità si parlava greco e infatti i romani chiamavano i napoletani "i greci della Campania", alcuni propongono invece un’etimologia più glottologica e cioè quella che richiama il nome dal greco antico provolà (attico προβολή, dorico προβολά, dove con il segno β si rendeva anche la voce 'v'), termine che significa "sporgenza" e con il quale si indicavano quindi genericamente tutte quelle cose che sporgessero, come per esempio uno scoglio o che si tenessero protese in avanti, come nel caso di armi; il nome sarebbe quindi dovuto a quella caratteristica piccola protuberanza che la provola presentava nella sua forma più classica, cioè in quella che tuttora si dà al formaggio chiamato appunto "provolone" e alla qualità detta ‘scamorza’. 
È comunque il latticino di origine campane del quale possediamo le più antiche documentazioni ed è di conseguenza rappresentata nei presepi napoletani sin dal 1600.

## Riconoscimenti
Il Provolone Valpadana ha ottenuto il riconoscimento DOP:
Con il nome di "provola" o sue varianti sono registrate nell'elenco dei prodotti agroalimentari tradizionali italiani:
- Calabria
  - Animaletti di provola
  - Provola
  - Provola farcita
  - Provola silana
- Campania
  - provola affumicata
  - provola affumicata di bufala
  - provolone del Monaco
- Lazio
  - provola di bufala (semplice e affumicata)
  - provola di vacca (semplice e affumicata)
  - provolone vaccino
- Sardegna
  - provoletta di latte vaccino sardo provola, peretta
- Sicilia 
  - provola ragusana
  - Provola dei monti Sicani
  - Provola delle Madonie
  - Provola dei Nebrodi
  - Provola siciliana